# Mescalin, Baby
Mescalin, Baby er en dansk rockgruppe, dannet i Vordingborg i 2008, der fik sit gennembrud i 2010 som en af vinderne af KarriereKanonen.
Gruppen består af Marc Facchini-Madsen (vokal), Mads Graves Pedersen (rytmeguitar, keyboard, vokal), Johan Ovesen (lead guitar), Søren Nørbjerg (el-bas) og Andreas Brandt (tromme).
Som vinder af KarriereKanonen spillede de på Roskilde Festival 2010 og varmede desuden op for The Floor Is Made Of Lava på deres efterårsturne samme år. Det afstedkom en kontrakt med pladeselskabet Target Records.
I 2011 udkom debutalbummet Air Air. I marts 2012 blev det annonceret, at Marc Facchini-Madsen skulle varme op for den tidligere The Libertines-forsanger, Pete Doherty, til et arrangement i Amager Bio.

## Diskografi
- No Time For the Old In-Out Love, We've Just Come to Read the Meter (2009)
- Air Air (2011)
- Mescalin Baby (2013)